# Academia da Língua Guarani
A Academia da Língua Guarani (em guarani:  Avañe’ẽ Rerekuapavẽ ou Guarani Ñe’ẽ Rerekuapavẽ, em castelhano:  Academia de la Lengua Guaraní) é uma instituição linguística paraguaia, responsável pela normalização e regulamentação da língua guarani. Está situada na capital do país, Assunção, e foi criada em 2010, ao abrigo da Lei das Línguas.